# Ymer (Ø)
 For alternative betydninger, se Ymer. (Se også artikler, som begynder med Ymer)
Ymer Ø er en ø i Tunu, Nordøstgrønland. Dens areal er 2.437 km ². Den er bjergrig, hvor højeste top er bjerget Angelin på 1900 moh. Øen er en del af Grønlands Nationalpark, den største nationalpark i verden. Den er opkaldt efter kæmpen Ymer i nordisk mytologi.
73°9′N 24°20′V / 73.150°N 24.333°V